# Poltys jujorum
Poltys jujorum là một loài nhện trong họ Araneidae.
Loài này thuộc chi Poltys. Poltys jujorum được miêu tả năm 2006 bởi Smith.